# Trận chiến Sinop
Trận chiến Sinop, hay Trận chiến tại Sinope, là một trận hải chiến diễn ra vào ngày 30 tháng 11 năm 1853 giữa Đế quốc Nga và Đế chế Ottoman, trong giai đoạn mở đầu của Chiến tranh Krym (1853–1856). Trận chiến diễn ra tại Sinop, một hải cảng nằm ở bờ nam Biển Đen (nay thuộc miền bắc Thổ Nhĩ Kỳ, vùng Anatolia). Một hạm đội Nga đã tấn công và tiêu diệt toàn bộ hạm đội Ottoman đang neo đậu tại cảng Sinop. Lực lượng Nga bao gồm sáu tàu chiến tuyến, hai khinh hạm và ba tàu hơi nước vũ trang, dưới quyền chỉ huy của Đô đốc Pavel Nakhimov. Trong khi đó, lực lượng Ottoman gồm bảy khinh hạm, ba tàu hộ tống (corvette) và hai tàu hơi nước có vũ trang, do Phó Đô đốc Osman Pasha chỉ huy.
Hải quân Nga khi đó đã trang bị pháo hạm bắn đạn nổ, mang lại lợi thế quyết định trong trận đánh. Toàn bộ khinh hạm và tàu hộ tống của Ottoman đều bị đánh chìm hoặc buộc phải lao lên bờ để tránh bị phá huỷ hoàn toàn; chỉ có một tàu hơi nước của Ottoman thoát được. Phía Nga không mất một con tàu nào. Khoảng 3.000 người Thổ Nhĩ Kỳ thiệt mạng khi lực lượng của Nakhimov nã pháo vào thị trấn sau trận đánh. Chiến thắng này được Nga kỷ niệm như một trong những Ngày Vinh danh Quân sự.

Trận chiến áp đảo này đã góp phần khiến Pháp và Anh quyết định tham chiến về phía Ottoman. Nó cũng chứng minh hiệu quả của đạn nổ khi tấn công thân tàu gỗ, cũng như sự vượt trội của đạn nổ so với đạn cầu (đạn pháo rắn). Hệ quả là, pháo hạm bắn đạn nổ được phổ biến rộng rãi trong các hải quân thế giới, và dẫn đến sự ra đời của các thiết giáp hạm bọc sắt (ironclad warships).

## Những vụ xung đột đầu tiên

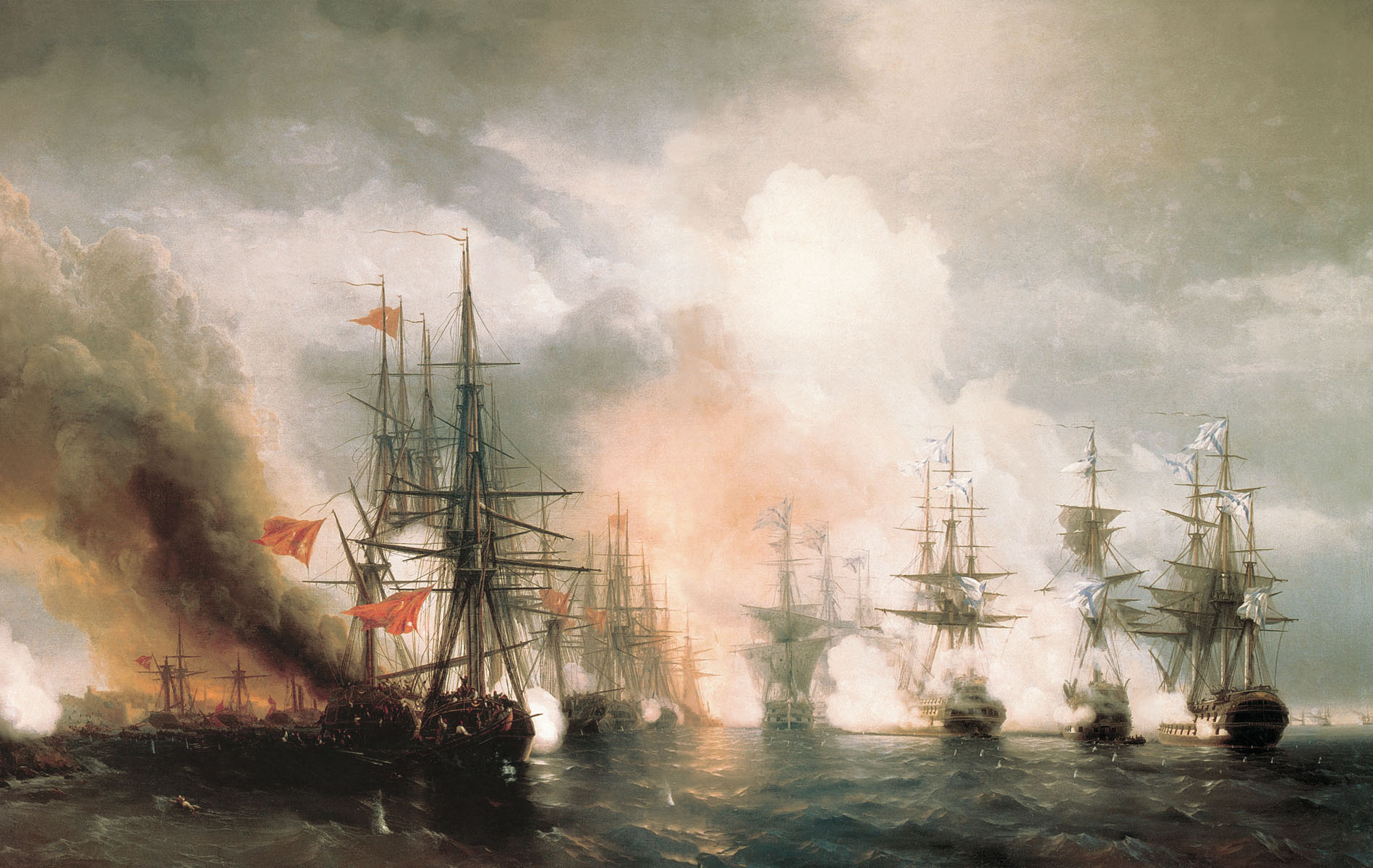
Các tàu chiến Nga trong trận hải chiến Sinop, tranh của họa sĩ Ivan Aivazovsky.

Vào ngày 4 tháng 10 năm 1853, khoảng hai tháng trước trận chiến, để đáp trả việc Nga chiếm đóng Moldavia và Wallachia (khi đó là một phần của vùng Hạ lưu sông Danube do Ottoman kiểm soát), Đế quốc Ottoman đã tuyên chiến với Nga. Đầu thập niên 1850, Đế quốc Ottoman đang chìm trong nợ nần và hoàn toàn phụ thuộc vào các khoản vay từ Anh và Pháp để duy trì việc viện trợ. Hậu quả là chính quyền Ottoman buộc phải cắt giảm mạnh lực lượng quân đội và hải quân. Sa hoàng Nikolai I xem đây là cơ hội để thúc đẩy các yêu sách của Nga tại vùng Ngoại Kavkaz và dọc sông Danube. Tháng 7 năm 1853, quân Nga chiếm đóng nhiều công quốc và pháo đài của Ottoman dọc sông Danube. Các nỗ lực hòa giải thất bại, và Sultan Abdulmecid I đã tuyên bố chiến tranh. Lo ngại sự bành trướng của Nga, Anh và Pháp ra tối hậu thư: Nga chỉ được phép chiến đấu trong thế phòng thủ. Nếu Nga tấn công, các cường quốc phương Tây có quyền can thiệp.
Chiến sự chính thức bắt đầu ngày 4 tháng 10, với hai mặt trận chính ở châu Âu và vùng Kavkaz. Sultan Abdulmecid phát động chiến dịch phản công nhằm đẩy lùi quân Nga và thể hiện sức mạnh của Ottoman trước khi tài chính quốc gia sụp đổ hoàn toàn. Chiến dịch dọc sông Danube đạt kết quả không đồng đều, nhưng tại vùng Kavkaz thì khá thành công – đến cuối tháng 10, quân Nga tại đây có nguy cơ bị bao vây. The tsar needed no further incentive to react Các tàu Ottoman vận chuyển thuốc súng cho người Circassia đã vi phạm Công ước Eo biển, một điều khoản pháp lý quốc tế. Nga cáo buộc đây là hành vi "hải tặc" và viện lý do này để hành động. Ngoài ra, Nga còn tuyên bố hai nhân viên Hải quan của họ đã bị sát hại ở Tiflis.
Dù đã tuyên chiến, tình hình trên biển vẫn yên ắng cho đến tháng 11, khi Phó Đô đốc Osman Pasha buộc phải neo đậu tại cảng Sinop do bão lớn trên Biển Đen. Để hỗ trợ tấn công và tiếp tế cho quân đội ở Georgia trước khi tuyết rơi, Sultan Abdulmecid cử một hạm đội gồm các khinh hạm, tàu hơi nước và tàu tiếp tế. Osman Pasha, trên soái hạm Avni Illah (60 súng), dẫn đầu đội hình gồm 7 khinh hạm, 2 hộ tống hạm và nhiều tàu tiếp tế.
Nga không thể chặn được đoàn tàu tiếp viện này nên hạm đội vẫn ở lại Sevastopol. Abdulmecid ra lệnh tổ chức thêm một đoàn tiếp viện dưới quyền Osman, nhưng đến cuối tháng 11, đội tàu buộc phải tìm nơi tránh trú đông tại Sinop. Hạm đội này hợp nhất với khinh hạm Kaid Zafer và sau đó có thêm tàu hơi nước Taif nhập đoàn. Ottoman từng định gửi tàu chiến tuyến đến Sinop nhưng Đại sứ Anh tại Constantinople, Viscount Stratford de Redcliffe, phản đối nên chỉ có khinh hạm được cử đi.
Ban đầu, hoạt động của Ottoman trên Biển Đen không bị cản trở. Nhưng trước nguy cơ thất thế của quân Nga ở vùng Kavkaz, St. Petersburg buộc phải hành động. Đô đốc Pavel Nakhimov được lệnh tập hợp hạm đội và đánh chặn quân Ottoman. Từ ngày 1 đến 23 tháng 11, nhiều đội tàu Nga được triển khai ở Biển Đen để giành quyền kiểm soát. Hai tàu hơi nước của Ottoman là Medzhir Tadzhiret và Pervaz Bahri bị bắt trong những trận chạm trán nhỏ lẻ. Nga đã kiểm soát được các tuyến đường biển, nhưng bão khiến phần lớn tàu phải quay lại để sửa chữa. Chỉ còn một khinh hạm, một tàu hơi nước và ba thiết giáp hạm, Nakhimov tiếp tục truy tìm hạm đội của Osman. Ngày 23 tháng 11, tàu chỉ huy của Osman được phát hiện quay trở lại và tiến vào cảng Sinop. Nakhimov liền bố trí phong tỏa cảng và cử khinh hạm duy nhất đi tìm thêm viện binh.
Ngày 30 tháng 11, Phó Đô đốc Fyodor Novosilski tăng viện thêm 6 tàu cho Nakhimov, hoàn tất đội hình phong tỏa theo hình bán nguyệt. Dù còn thiếu các tàu hơi nước dự kiến sẽ đến sau, Nakhimov quyết định hành động trước khi Ottoman được tăng viện. Về phần mình, Osman đã biết sự hiện diện của người Nga từ ngày 23 tháng 11 nhưng tin rằng các pháo đài phòng thủ và pháo binh của cảng sẽ bảo vệ được đội tàu.

## Diễn biến trận chiến

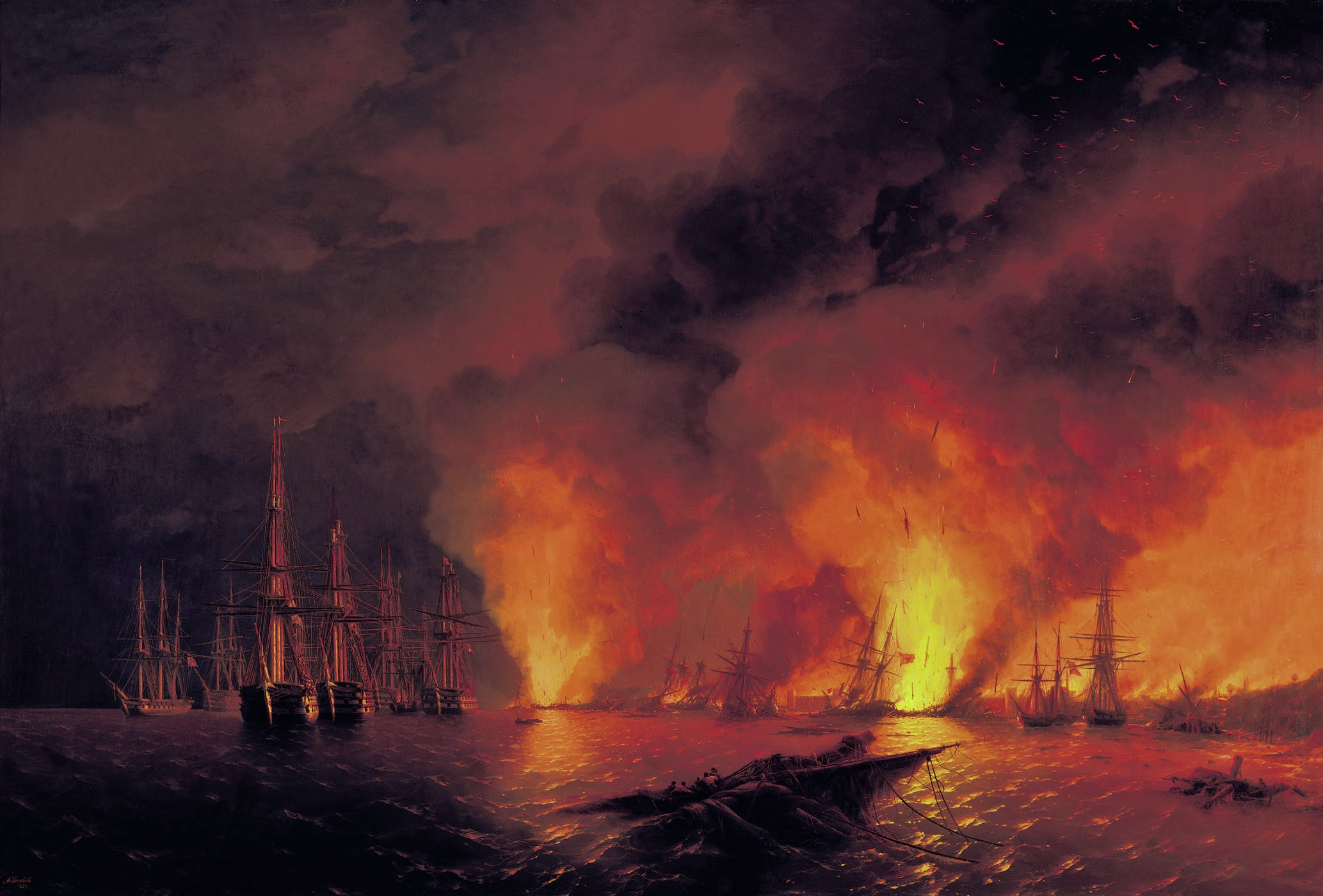
"The Battle of Sinop", được vẽ bởi Ivan Aivazovsky

Ba chiến hạm hạng hai của Nga (mỗi chiếc trang bị 84 khẩu pháo) dưới sự chỉ huy của Đô đốc Pavel Nakhimov đã đến Sinop vào ngày 23 tháng 11 và phát hiện hạm đội Ottoman đang neo đậu trong cảng, được bảo vệ bởi hệ thống pháo binh ven bờ. Sáu tàu chiến từ Sevastopol dưới quyền Phó Đô đốc Fyodor Novosilsky (bao gồm ba chiến hạm hạng nhất, mỗi chiếc trang bị 120 khẩu pháo) đã gia nhập lực lượng của Nakhimov vào ngày 28 tháng 11.
Đô đốc Nakhimov nhận lệnh từ Alexander Sergeyevich Menshikov phải tiêu diệt bất kỳ tàu Ottoman nào vận chuyển tiếp tế đến vùng Kavkaz. Biên đội của ông gồm sáu chiến hạm hiện đại, hai khinh hạm và ba tàu hơi nước, trong đó các pháo hạng nặng lần đầu tiên được trang bị đạn nổ trong trận chiến trên biển.</ref>
Lực lượng Ottoman bao gồm bảy khinh hạm, ba tàu hộ tống(corvette) và hai tàu hơi nước vũ trang. Phía Nga lên kế hoạch chia đội hình thành hai hàng tiến gần đến đội tàu Ottoman, thả neo ở cự ly gần rồi khai hỏa. Dưới sự chỉ huy trực tiếp của Nakhimov, chiến hạm Imperatritsa Maria trang bị 84 pháo đã nổ súng đầu tiên vào soái hạm Auni Allah của Ottoman (trang bị 44 pháo).
Vào ngày 30 tháng 11, hải đội Nga tiến vào cảng từ phía tây bắc theo đội hình tam giác. Nakhimov khéo léo điều động đội hình để các tàu Ottoman bị kẹp giữa hải quân Nga và các pháo đài ven cảng Sinop, qua đó vừa che chắn cho tàu Nga, vừa khiến pháo binh Ottoman có thể bắn nhầm vào chính tàu mình. Nakhimov bố trí các chiếm hạm của mình thành hai hàng, tạo nên các vòng hỏa lực đan chéo khắp cảng. Pháo thủ Nga nhanh chóng ghi được nhiều phát bắn trúng đích. Các đầu đạn nổ lần đầu tiên được bắn ra từ pháo Nga lập tức khiến các tàu gỗ của Ottoman bốc cháy. Thủy thủ Ottoman hoảng loạn và gặp khó khăn trong việc dập lửa giữa làn đạn và mảnh pháo bay liên tục. Chỉ sau khoảng 30 phút giao tranh, khinh hạm Auni Allah bị bắn thủng nhiều chỗ, mất neo và trôi dạt lên bờ. Imperatritsa Maria sau đó tấn công và vô hiệu hóa khinh hạm Fazli Allah (44 pháo), khiến tàu này bốc cháy. Trong khi đó, các tàu Nga khác cũng lần lượt gây thiệt hại nghiêm trọng cho các tàu Nizamie và Damiad. Corvette Guli Sephid và khinh hạm Navek Bakhri của Ottoman phát nổ.
Chỉ duy nhất một tàu Ottoman, khinh hạm bánh guồng Taif (12 pháo), thoát khỏi trận chiến. Tàu này chạy về Istanbul và đến nơi vào ngày 2 tháng 12, thông báo cho chính quyền Ottoman và Đô đốc Stratford của Hải quân Hoàng gia Anh về thất bại ở Sinop. Sau khi tiêu diệt toàn bộ hạm đội đối phương, lực lượng Nga tiếp tục nã pháo vào các công sự ven bờ và phá hủy chúng.
Trong trận chiến, phía Nga có 37 binh sĩ thiệt mạng và 229 người bị thương; ít nhất ba chiến hạm bị hư hại. Phía Ottoman chịu thiệt hại nặng nề với khoảng 2.700 thủy thủ thiệt mạng trong tổng số 4.200 người, trong khi thành phố Sinop phải hứng chịu sáu ngày pháo kích liên tục.

## Hậu quả

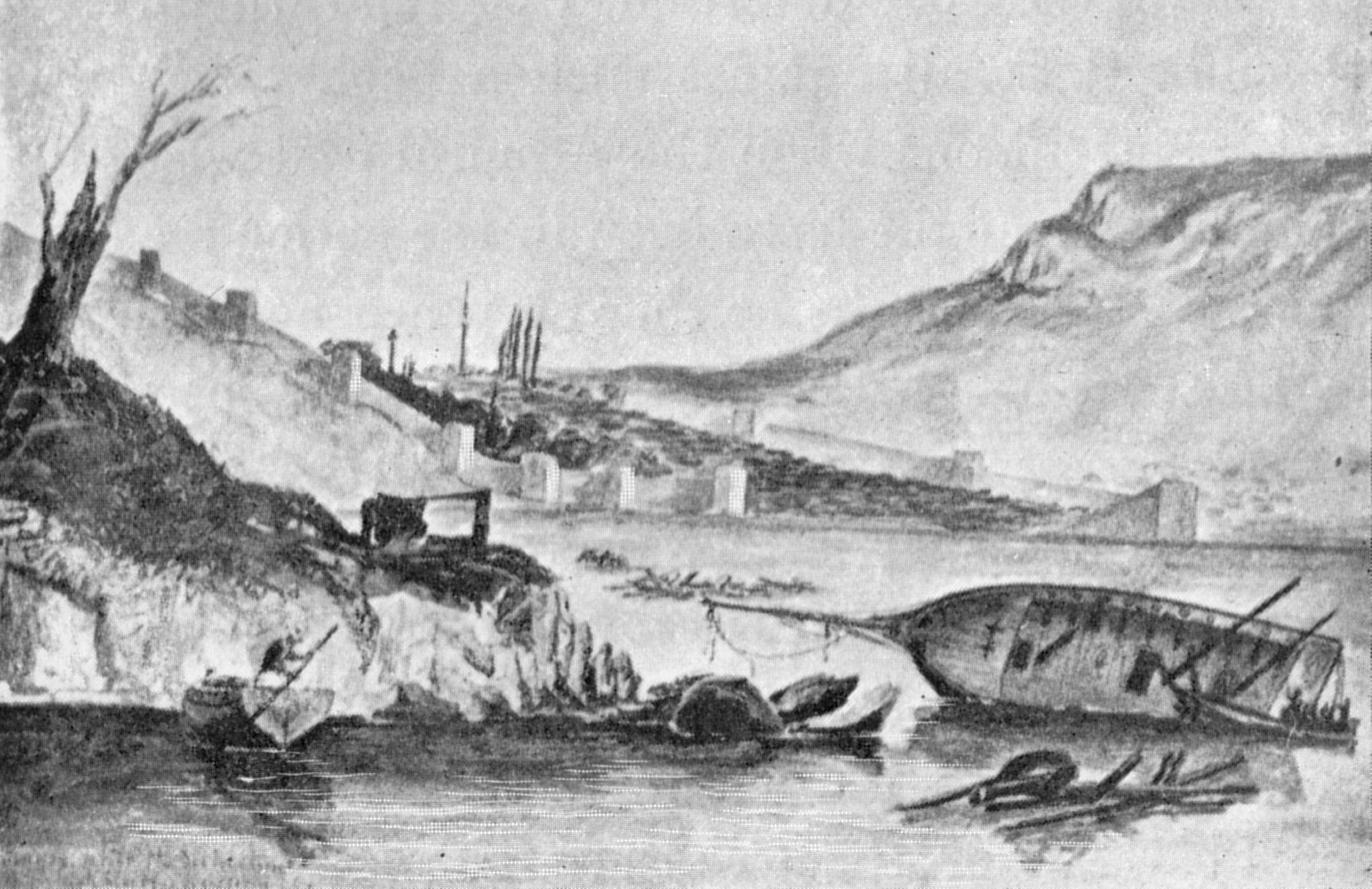
Bản vẽ cảng Sinop của George Tryon, được thực hiện khi ông đang phục vụ trên tàu HMS Vengeance, trong chuyến thăm hiện trường trận chiến vào tháng 1 năm 1854.

Khi tin tức về trận Sinop được truyền về Saint Petersburg, chính quyền Nga đã bày tỏ sự vui mừng. Chiến thắng này được xem là minh chứng cho hiệu quả của các khoản đầu tư vào hải quân Nga, vốn trước đó bị đánh giá thấp và thiếu kinh nghiệm chiến đấu. Nhiều hoạt động chào mừng đã được tổ chức, bao gồm các buổi dạ hội, diễu hành quân sự và lễ hội do nhà nước tài trợ. Một số tội phạm còn bị buộc mặc quân phục Ottoman để mô phỏng lại kẻ bại trận. Về mặt quân sự, chiến thắng này khiến giới chỉ huy Nga thúc đẩy việc trang bị pháo bắn đạn nổ trên toàn bộ hạm đội hải quân.
Trái lại, tại Constantinople, thất bại tại Sinop đã gây ra tâm lý hoang mang và lo ngại trong giới lãnh đạo Ottoman. Việc toàn bộ hạm đội bị tiêu diệt cùng với các công sự cảng bị phá hủy khiến vùng duyên hải Biển Đen, đặc biệt là các tỉnh Samsun và Trabzon, rơi vào thế dễ bị tấn công. Nga cũng bị cáo buộc đã vi phạm thỏa thuận quốc tế, vốn quy định hạn chế hành động quân sự, làm gia tăng lo ngại rằng nước này có thể mở rộng chiến tranh vượt ngoài khuôn khổ phòng thủ ban đầu.
Theo sử gia Orlando Figes, thất bại của hải quân Ottoman đã thúc đẩy các nỗ lực ngoại giao từ phía Sublime Porte. Mustafa Reşid Pasha tìm cách vận động các cường quốc phương Tây tham gia bảo vệ Ottoman trước nguy cơ mở rộng chiến tranh. Ngày 22 tháng 12 năm 1853, Anh và Pháp đồng ý triển khai một hạm đội liên quân tại Biển Đen nhằm đảm bảo an toàn cho các tuyến vận tải hàng hải của Ottoman.
Vụ tấn công tại Sinop cũng gây ra làn sóng phản đối Nga mạnh mẽ từ dư luận Tây Âu, đặc biệt là ở Anh, nơi truyền thông gọi đây là "Cuộc thảm sát tại Sinop" (Massacre of Sinope). Sự kiện này góp phần củng cố lập trường của phe ủng hộ chiến tranh trong chính giới Anh và Pháp, đồng thời được viện dẫn như một lý do chính đáng để tuyên chiến với Nga, mặc dù động cơ sâu xa hơn là nhằm kiềm chế tham vọng mở rộng ảnh hưởng của Đế quốc Nga tại khu vực.

## Tác động đối với học thuyết chiến tranh hải quân

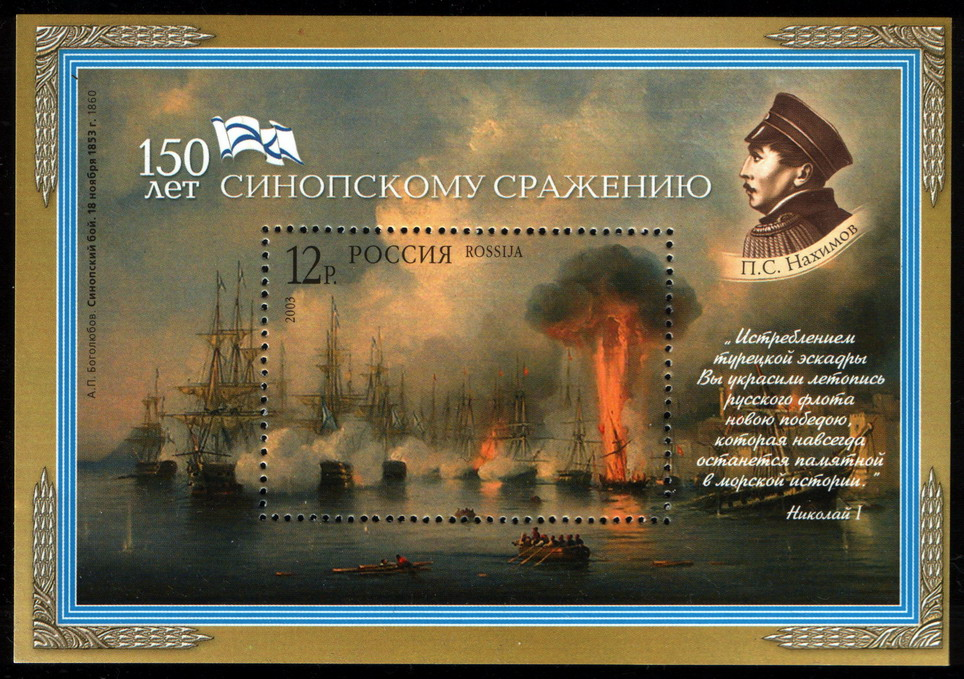
Con tem Nga, Trận Sinop, 2003 (Michel № 1128, Scott № 6800.)

Sinop không được báo chí thời đó xem là một trận hải chiến theo nghĩa truyền thống, mà giống như một cuộc phục kích — tuy nhiên, kết quả của nó lại có ảnh hưởng sâu rộng đến nghệ thuật chiến tranh thế kỷ 19 và sự phát triển của học thuyết hải quân. Trước trận Sinop, vũ khí tiêu chuẩn của hải quân vẫn là pháo nòng trơn bắn đạn tròn, đạn chùm, đạn pháo mảnh và các loại đạn tương tự. Pháo Paixhans (hoặc các biến thể theo từng vùng của nó) khi ấy đang được các hải quân dần tích hợp, nhưng chỉ có hải quân Pháp, Nga và Mỹ là thực sự tiến hành hiện đại hóa toàn diện. Loại pháo này được xem là một bước tiến rõ rệt về công nghệ hải quân, đánh dấu sự kết thúc của kỷ nguyên tàu buồm. Khác với đạn pháo kim loại thông thường của các loại pháo nòng trơn trước đó, pháo Paixhans bắn ra đạn pháo nổ — không chỉ gây sát thương bằng lực va chạm mà còn bằng sức nổ, từ đó gây cháy trên tàu đối phương. Ngoài ra, các khẩu pháo mới này nặng hơn, có tầm bắn xa hơn và khả năng xuyên phá cao hơn nhiều.
Tuy nhiên, cho đến năm 1853, chưa có hải quân nào sử dụng toàn diện pháo bắn đạn nổ trong một trận chiến thực tế. Thậm chí, nhiều chuyên gia quân sự tỏ ra hoài nghi về loại vũ khí mới này, cho rằng pháo bắn đạn nổ và các chiến hạm cỡ lớn cần thiết để mang chúng quá cồng kềnh, không phù hợp với tác chiến trên biển. Thế nhưng, kết quả tại Sinop đã cho thấy rõ hiệu quả vượt trội của pháo đạn nổ. Sau trận chiến này, một cuộc chạy đua vũ trang đã nổ ra, khi các quốc gia tham chiến tìm cách nâng cấp hỏa lực cho các tàu hiện có và tích hợp pháo bắn đạn nổ vào những thiết giáp hạm mới đang được phát triển.

## Vũ khí trong trận chiến

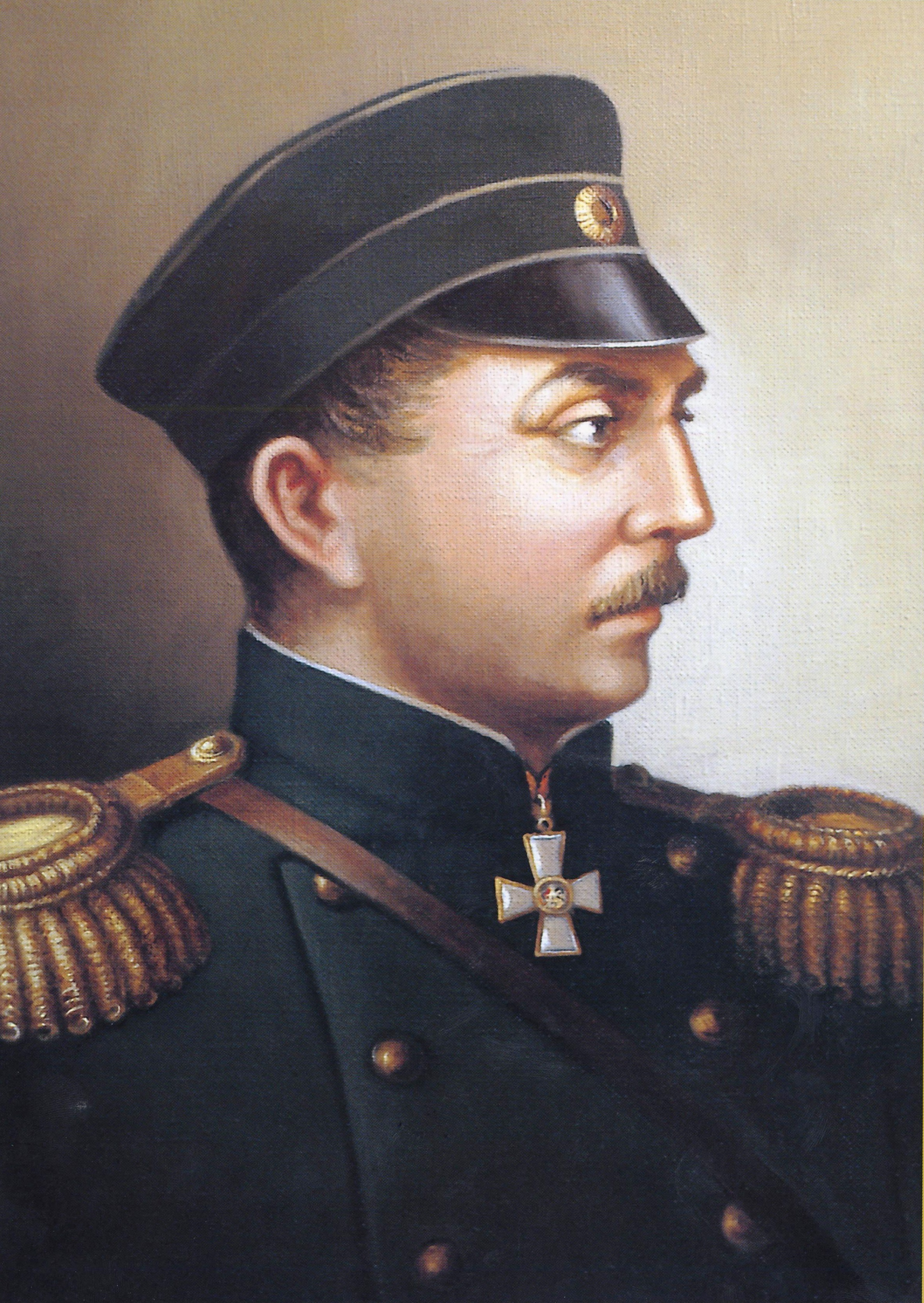
Đô đốc Nga Pavel Nakhimov, anh hùng của Trận Sinop và Cuộc vây hãm Sevastopol

### Đế quốc Nga
- Velikiy Knyaz Konstantin, tàu chiến tuyến, 120 pháo
- Tri Sviatitelia, tàu chiến tuyến, 120 pháo
- Parizh, tàu chiến tuyến, 120 pháo (soái hạm sau cùng)
- Imperatritsa Maria, tàu chiến tuyến, 84 pháo (soái hạm ban đầu)
- Chesma, tàu chiến tuyến, 84 pháo
- Rostislav, tàu chiến tuyến, 84 pháo
- Kulevchi, khinh hạm, 54 pháo
- Kagul, khinh hạm, 44 pháo
- Odessa, tàu hơi nước, 4 pháo
- Krym, tàu hơi nước, 4 pháo
- Khersonets, tàu hơi nước, 4 pháo

### Đế quốc Ottoman
- Avni Illah, khinh hạm, 44 pháo (mắc cạn)
- Fazl Illah, khinh hạm, 44 pháo (trước đây là tàu Rafail của Nga, bị bắt trong chiến tranh 1828–1829) (bốc cháy, mắc cạn)
- Nizamieh, khinh hạm, 62 pháo (mắc cạn sau khi mất hai cột buồm)
- Nessin Zafer, khinh hạm, 60 pháo (mắc cạn do đứt xích neo)
- Navek Bahri, tàu hộ tống, 58 pháo (nổ tung)
- Damiat, tàu hộ tống, 56 pháo (thuộc Ai Cập) (mắc cạn)
- Kaid Zafer, tàu hộ tống, 54 pháo (mắc cạn)
- Nejm Fishan, tàu hộ tống, 24 pháo
- Feyz Mabud, tàu hộ tống, 24 pháo (mắc cạn)
- Kel Safid, tàu hộ tống, 22 pháo (nổ tung)
- Taif, khinh hạm bánh guồng, 30 pháo (rút lui về Istanbul)
- Erkelye, tàu hơi nước, 10 pháo

Nguồn: